# Laura Bettega
Laura Bettega (Feltre, 20 gennaio 1968) è un'ex fondista italiana.

## Biografia
Nata a Feltre, in provincia di Belluno, nel 1968, ma originaria di Primiero, in Trentino, ha esordito in Coppa del Mondo il 7 dicembre 1991 a Silver Star, in Canada.
A 24 anni ha partecipato ai Giochi olimpici di Albertville 1992, nella 30 km, arrivando 35ª con il tempo di 1h14'47"0.
Si è ritirata a 34 anni, nel 2003.
Dopo il ritiro è diventata allenatrice, guidando tra gli altri Klaus Jungbluth, unico rappresentante dell'Ecuador ai Giochi di Pyeongchang 2018.